# نفر نفرو آتون
عنخ-خبري-رع -مريت-نفرخبرو نفر نفرو آتون كان اسم يستخدم للإشارة إلى ملكة أنثى حكمت في نهاية فترة العمارنة خلال الأسرة الثمانية عشر . تم تأكيد جنسها من خلال علامات الأنثوية التي توجد أحيانًا في الاسم ومن خلال اللقب أخت ان هايس (المفيدة لزوجها)، وتتميز عن الملك سمنخ كا رع الذي استخدم نفس اسم العرش (عنخ-خبري-رع) بوجود ألقاب في كلا الخرطوشين  
يُقترح أنها كانت إما ميريت آتون أو نفرتيتي على الأغلب. إذا كانت هذه الشخصية هي نفرتيتي التي حكمت باعتبارها الفرعون الوحيد، فقد افترض عالم المصريات وعالم الآثار الدكتور زاهي حواس أن عهدها تميز بسقوط حقبة العمارنة ونقل العاصمة إلى مدينة طيبة التقليدية.

## تسلسل الحكم
لا يوجد إجماع واسع حول ترتيب حكم سمنخ كا رع ونفرنفرو آتون. الفترة من العام الثالث عشر من حكم أخناتون إلى صعود توت عنخ آتون للعرش، كانت فترات حكم سمنخ كا رع ونفرنفرو آتون قصيرة جدًا ولم تترك سوى القليل من الأدلة الأثرية أو الكتابية لرسم صورة واضحة للأحداث السياسية. إضافة إلى ذلك، تشاركت نفرنفرو آتون اسمها (اسم العرش) مع سمنخ كا رع، واسمها (اسم الميلاد) مع نفرتيتي (نفر نفرو آتون نفرتيتي) مما يجعل تحديد الهوية صعبًا للغاية في بعض الأحيان. مع القليل من الأدلة المؤرخة لإصلاح عهدهم بأي قدر من اليقين، يعتمد الترتيب على كيفية تفسير الدليل. ستظهر العديد من المصادر والأطالس الموسوعية أن سمنخ كا رع خلف أخناتون ، ولكن لا يزال البعض يخلط بين سمنخ كا رع ونفرنفرو آتون. لا يزال عدم وجود أسماء فريدة يسبب مشاكل في الكتب والأوراق المكتوبة قبل أوائل الثمانينيات: فقد يتم وصف شيء ما بأنه يحمل اسم سمنخ كا رع، بينما إذا كان الاسم في الواقع "عنخ خبر رع"، فمن الممكن أن يكون هذا الإسم مرتبطًا بشخصين، وليس واحد. وكما هو موضح في ندوة متحف متروبوليتان للفنون حول حورمحب عام 2011، فإن التسلسل الزمني العام للأسرة الثامنة عشرة هو:
| ملك                    | اقصى عدد سنوات الحكم |
| ---------------------- | -------------------- |
| أخناتون                | ١٧ سنة               |
| عنخ خبر نفرن نفرو آتون | سنتين                |
| عنخ خبر سمنخ كا رع     | سنتين                |
| توت عنخ آمون           | ٩ سنوات              |
| آي                     | ٤ سنوات              |
| حور محب                | ١٤ سنة               |

يقترح إيدان دودسون أن سمنخ كا رع لم يكن له حكم مستقل، وبالتالي، لا بد أن نفرنفرو آتون قد جاءت من بعده، والنتيجة هي أن عهد سمنخ كا رع هو بالكامل حكم شريك في العرش مع أخناتون، وينتهي بعد حوالي عام، في السنة 14 أو 15 من حكم أخناتون، مع القليل من الأدلة القاطعة للنقاش ضده.
يوضح النقش المكتشف مؤخرًا لنفرتيتي كزوجة ملكية عظيمة في العام الملكي السادس عشر من حكم أخناتون أنها كانت لا تزال على قيد الحياة ولا تزال ملكة، وهو ما يمكن اعتباره دعمًا لترشحها كنفرنفرو آتون وخلافة مباشرة لأخناتون. من ناحية أخرى، يرى المدافعون عن سمنخ كا رع أنها لم تكن حية، وتم التصديق عليها كملكة قبل بداية العام الأخير لحكم أخناتون ، فمن المرجح أن يكون سمنخ كا رع هو من خلف أخناتون في الحكم مباشرة.
وبغض النظر عن الأمر، يبدو أن خليفة نفرنفرو آتون قد حرمها من دفن الملكي بناءًا على عناصر منقوشة في الأصل باسمها ولكن تم تحريفها واستخدامها في دفن توت عنخ آمون.
في عهد حورمحب، تم شطب عهود فراعنة فترة العمارنة من أخناتون إلى آي من التاريخ حيث تم تخصيص إجمالي سنوات حكم هؤلاء الملوك لحورمحب. والنتيجة هي أنه بعد 3300 سنة، سيتعين على العلماء تجميع الأحداث معًا وحتى إحياء فراعنة تل العمارنة شيئًا فشيئًا مع قلة الأدلة المتوفرة.

## دليل الوجود

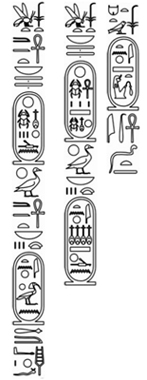
نقوش تحمل اسم نفرنفرو آتون

تم إثبات وجود ملكة نفرنفرو آتون من نقوش وجدت على غطاء صندوق في مقبرة توت عنخ آمون. على عكس سمنخ كا رع، لا توجد صور معروفة لأسماء نفرنفرو آتون:
ابن رع، الحي في الحقيقة، رب التيجان،أخناتون، عظيم في مدته
ملك مصر العليا والسفلى، سيد الأرضين، عنخ خبر رع مري نفرخبر رع
ابن رع، سيد التيجان، نفرنفرو آتون ميري واين رع
النقش الأكثر تحديدًا الذي يشهد على نفرنفرو آتون هو نقش هيراطيقي طويل أو كتابات على الجدران في مقبرة بايري (TT139) كتبها ناسخ يُدعى باواه:
"أمنيتي أن أراك يا سيد الأفسسان! ليأخذ حلقك ريح الشمال، فتشبع بلا أكل وتسكر بلا شرب. أمنيتي أن أنظر إليك ليفرح قلبي يا آمون ". يا حامى الفقير : أنت أبو من ليس له أم وزوج الأرملة .يطيب النطق باسمك : إنه مثل طعم الحياة . . . [الخ]
"ارجع إلينا يا رب الاستمرارية. لقد كنت هنا قبل أن يوجد أي شيء، وستكون هنا عندما يرحلون. كما جعلتني أرى الظلام الذي لك أن تمنحه، اصنع لي نورًا أن أستطيع رؤيتك . .
"يا آمون، أيها السيد العظيم الذي يمكن العثور عليه من خلال البحث عنه، نرجو أن تطرد الخوف! اجعل قلوب الناس تبتهج. طوبى لمن يراك يا آمون: إنه في عيد كل يوم!"

### مانيتون
كان مانيتون كاهناً في زمن البطالمة في القرن الثالث قبل الميلاد. عمله المفقود (تاريخ مصر)، المعروف الآن فقط في شكل مجزأ من كتاب لاحقين يقتبسون أعماله، هو السجل القديم الوحيد المتاح نتيجة لمحو ملوك العمارنة من خلافئهم. يصف مانتيون خلافة حكام أواخر الأسرة الثامنة عشرة باسم "أمنوفيس [أمنحتب الثالث] لمدة 30 عامًا و10 أشهر"، ثم "ابنه أوروس لمدة 36 عامًا و5 أشهر". غالبًا ما يُنظر إلى أوروس على أنه تحريف لاسم حورمحب، حيث يُنسب إليه طول فترة العمارنة بأكملها، لكن يرى آخرون أن أوروس هو أخناتون. وبعد ذلك تأتي "ابنته اسينشيرس لمدة 12 عامًا وشهرًا واحدًا ثم شقيقها راثيوس لمدة 9 سنوات". اسينشيرس هو عنخ خبر رع وفقًا لجابولد. مع وجود خطأ في النسخ تحويل عامين وشهر واحد إلى 12 عامًا، وتم الإبلاغ عن شهر واحد (يستشهد يوليوس أفريكانوس ويوسابيوس بـ 32 و16 عامًا لهذا الشخص). يتفق معظم الناس على أن راثوتيس يشير إلى توت عنخ آمون؛ لذلك، فإن ترتيب الخلافة يدعم أيضًا اسينشيرس باعتباره عنخ خبر رع. لسبب غير مفهوم، يذكر مانيتون أن راثيوس يتبعه "ابنه آسينشيرس لمدة 12 سنة و5 أشهر، وابنه آسينشيرس الثاني لمدة 12 سنة و3 أشهر"،  مما يوضح الحدود التي يمكن الاعتماد على مانيتون فيها.

## هوية
شهد أواخر القرن العشرين إجماعًا متزايدًا بين المتخصصين في تلك الفترة على أن نفرنفرو آتون كانت ملكًا أنثى وأن سمنخ كا رع كان ملكًا ذكرًا منفصلاً. يعتقد العديد من علماء المصريات أن نفرنفرو آتون كانت أيضًا بمثابة شريكة للملك بناءً على اللوحة والألقاب، على الرغم من أن البعض يجادل بأنها على الأرجح كانت تتمتع بفترة حكم مستقلة، نظرًا لأن نقش بايري يرجع تاريخه إلى سنوات حكمها. هناك آراء أكثر انقسامًا حول مكان وطبيعة حكم سمنخ كا رع بالنسبة إلى نفرنفرو آتون. يرى معظم علماء المصريات أن الاسمين يشيران إلى شخصين منفصلين ويعتبرون هذا هو الرأي الأبسط والأرجح. بالإضافة إلى ذلك، فإن معظم تغييرات الأسماء في فترة العمارنة تضمنت قيام الأشخاص بدمج "آتون" في أسمائهم أو إزالة عنصر "آمون" بشكل متزايد.

### نفرتيتي

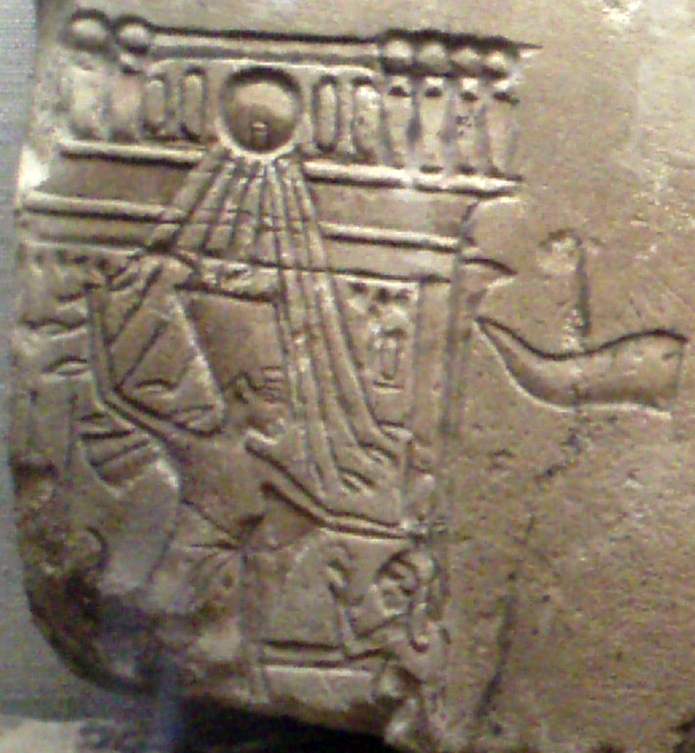
نفرتيتي تضرب عدو في نفس وضع الفراعنة

حتى بين علماء المصريات الذين يدافعون عن تحديد هوية نفرتيتي على أنها نفرنفرو آتون، يمكن أن تختلف الطبيعة الدقيقة لعهدها. كانت نفرتيتي من أوائل المرشحين لمنصب الملكة نفرنفرو آتون، وقد اقترحها جي-آر هاريس لأول مرة في عام 1973. وجود بالفعل اسم نفرنفرو آتون في ألقاب نفرتيتي جعلها مرشحة واضحة حتى قبل التأكد من جنس نفرنفرو آتون. بقايا الجص المطلي التي تحمل الأسماء الملكية لنفرنفرو آتون الموجودة في القصر الشمالي، والتي يُعتقد منذ فترة طويلة أنها مقر إقامة نفرتيتي، تدعم ارتباط نفرتيتي بنفر نفرو آتون وكانت نفرتيتي في المقدمة في عهد زوجها، بل وصورت وهي تشارك في الأنشطة الملكية مثل ضرب أعداء مصر.
الفرضية الأساسية هي أن شهرتها وقوتها في فترة العمارنة كانت غير مسبوقة تقريبًا بالنسبة لملكة، مما يجعلها الأنثى الأكثر احتمالاً والأكثر قدرة على خلافة أخناتون. حتى عام 2012، آخر تصوير مؤرخ لنفرتيتي كان من العام الثاني عشر من حكم أخناتون، مما يشير إلى أنها توفيت بعد فترة وجيزة. ومع ذلك، فمن المعروف الآن أنها كانت لا تزال على قيد الحياة في العام الثاني إلى العام الأخير من حكم أخناتون وما زالت تحمل لقب الزوجة الملكية العظيمة، بناءً على نقش حبر يرجع تاريخه بوضوح إلى "السنة 16 الشهر الثالث من فصل الفيضان، اليوم 15" في محجر الحجر الجيري. في دير أبو حنس. قد يجادل هذا النقش ضد وجود تشابه لأكثر من عام تقريبًا، هذا إذا كان موجودًا على الإطلاق، حيث يشهد النقش على مكانة نفرتيتي كزوجة أخناتون قبل بداية عامه الأخير. وهذا يؤثر على النظريات التي اقترحها بعض علماء المصريات، مثل إيدان دودسون، الذي يرى أن نفرنفرو آتون كانت شريكة في عرش أخناتون، الحاكم الوحيد، ووصي أو شريك في عرش توت عنخ آمون. على الرغم من أن أعلى عام موثق لها هو ثلاث سنوات، إلا أنه يقترح أنها لم تحسب سنوات حكمها إلا بعد وفاة أخناتون، وهي وجهة نظر طرحها مورنان لتفسير عدم وجود تواريخ مزدوجة في الدولة الحديثة، حتى عندما يكون من المعروف وجود حكم مشترك.

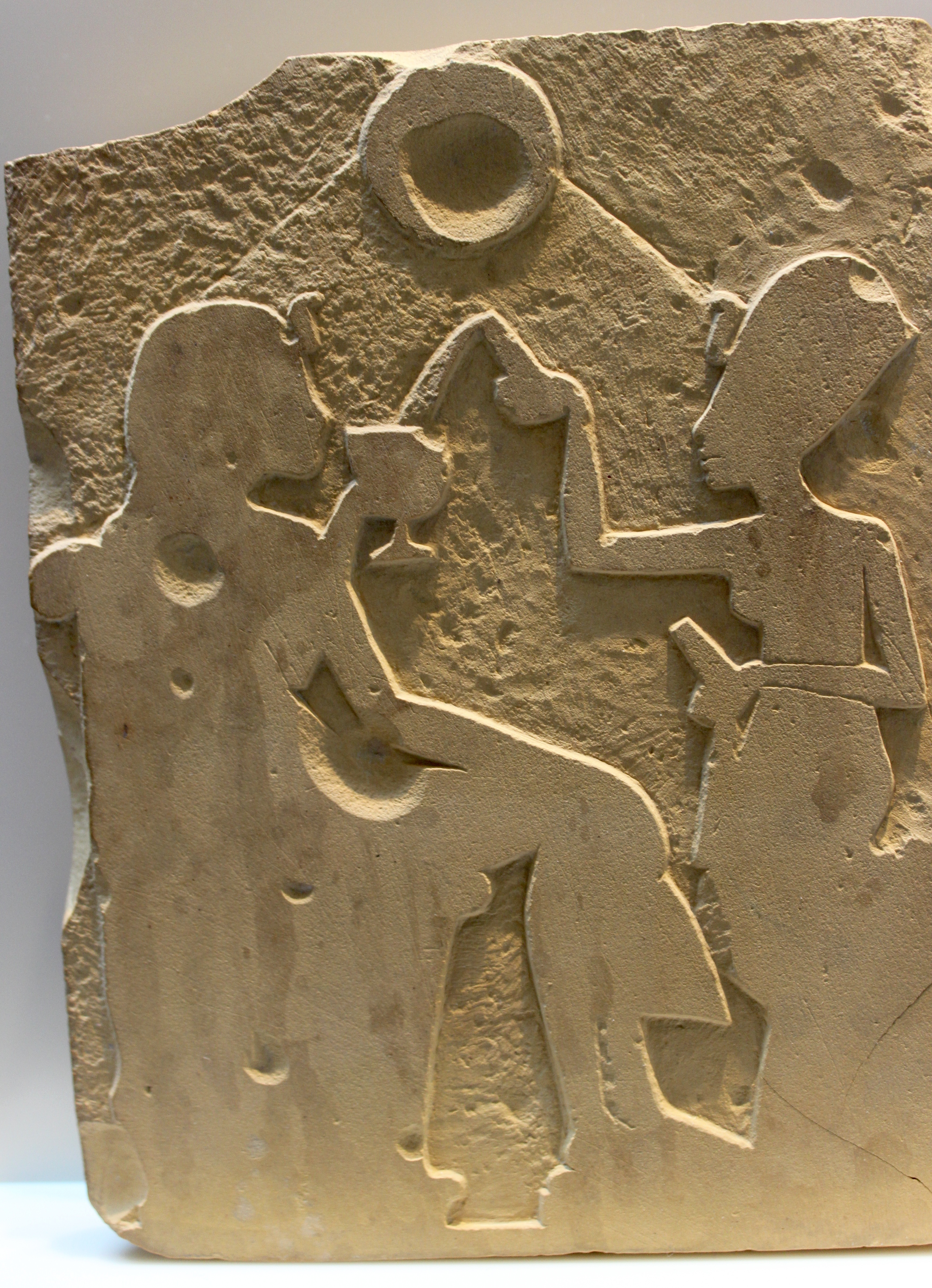
لوحة لنفرتيتي تسكب مياه لأخناتون و هي مرتدية تاج خبرش، الآن في متحف برلين الجديد

يرى فان دير بير أنه من المحتمل أن نفرتيتي تولت المنصب الفرعوني باستخدام اسم نفرنفرو آتون، متبنيةً اسم العرش الذي استخدمه سمنخ كا رع لفترة وجيزة مع اسمها، لكن فرصة فترة الوصاية المشتركة ضئيلة. وأضيفت إشارات إلى أخناتون إلى أسمائها كألقاب تؤكد شرعيتها. تغيرت الألقاب مع مرور الوقت: في البداية تمنح الشرعية، ثم ترتبط بالملك المتوفى المؤله، قبل أن تتغير أخيرًا إلى "محبوبة آتون" و"الحاكم" في أواخر عهدها. علاوة على ذلك، فقد تم اقتراح أن سمنخ كا رع قد يكون أيضًا نفرنفرو آتون وهو رأي لا يزال يتمسك به عدد قليل مثل نيكولاس ريفيس وحتى عام 2004 بواسطة دودسون.

### ميريت آتون

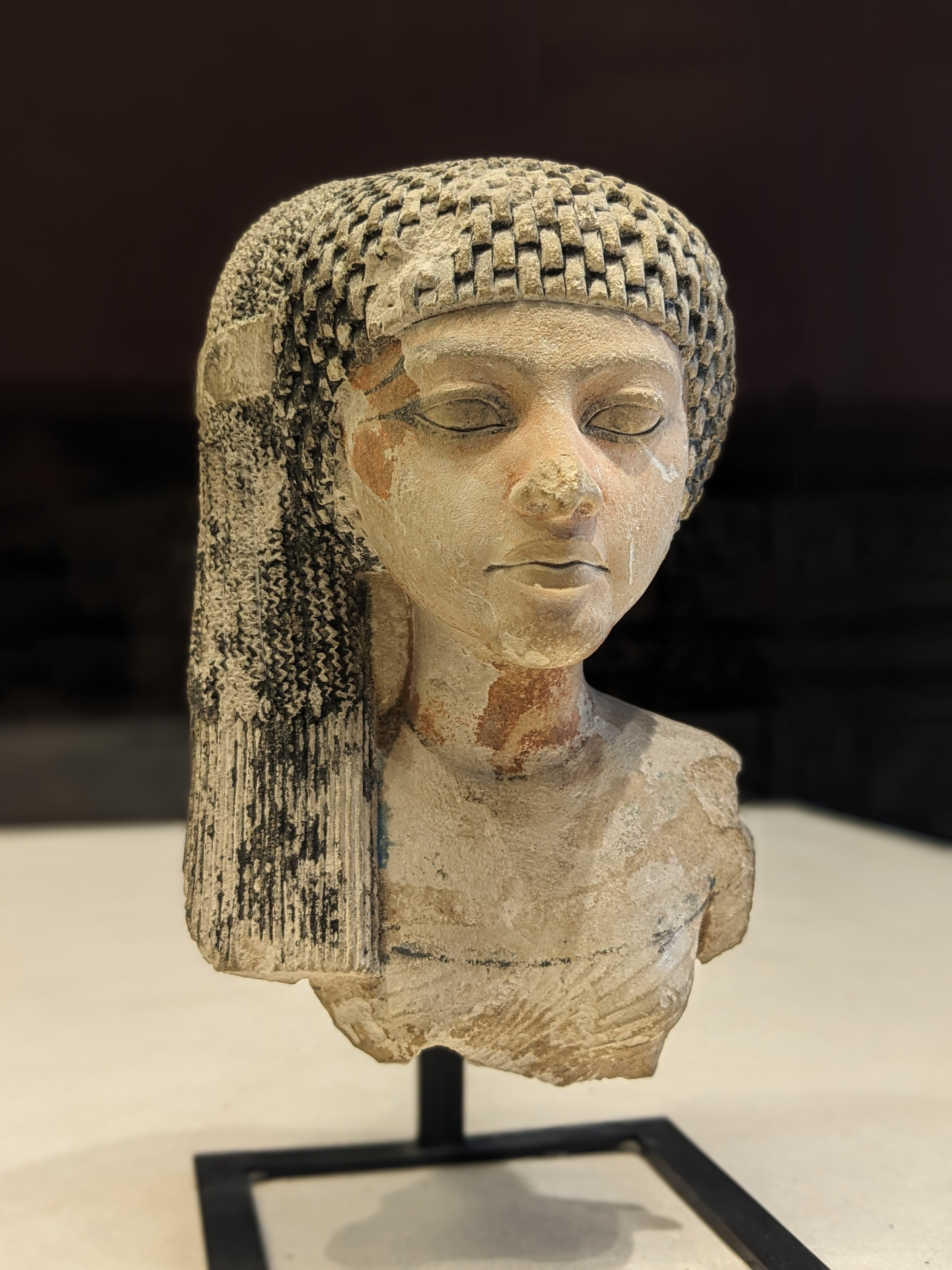
تمثال لميريت آتون

وهناك جدل حول ما إذا كانت ميريت آتون، زوجة سمنخ كا رع، قد حكمت أيضًا كملك اسمه نفرنفرو آتون بعد وفاة أخناتون. اقترح رولف كراوس هذه النظرية في عام 1973 لشرح بعض الآثار الأنثوية في اسم عنخ خبر رع ولمطابقة وصف مانيتون لأنثى أكينخريس. ومع ذلك، يختلف بعض علماء المصريات لأن ذلك يعني تخلي ميريت آتون عن دورها كملك لتصبح زوجة الملكية العظيمة لسمنخ كا رع مرة أخرى. يجادلون بأن هذه ستكون خطوة غير عادية وربما مربكة لرعاياها. لمواجهة هذه الحجة، يقترح مارك غابولد أن ميريت اتون شغلت أدوارًا متزامنة كملكة وشريكة في العرش باستخدام اسم نفرنفرو آتون. يقترح أنها أصبحت وصية على العرش باستخدام اسم عنخ خبر رع بعد وفاة أخناتون، وأنها اعتمدت الصلاحيات الفرعونية الكاملة لمواصلة الحكم بعد وفاة سمنخ كا رع، ربما لمنع توت عنخ آمون من اعتلاء العرش. ومع ذلك، فإن هذه النظرية لا تحظى بتأييد واسع النطاق بين علماء المصريات بسبب عدم وجود أدلة على وفاة سمنخ كا رع والحاجة إلى مؤيد قوي لتنفيذ مثل هذا المخطط.
وقد أكد كل من إيدان دودسون والراحل بيل مورنان أن الحاكمة نفرنفرو آتون ومريت اتون لا يمكن أن يكونا نفس الشخص، حيث أن أخناتون، ونفرنفرو آتون، وميريت آتون ذكروا كأشخاص منفصلين في نقوش مقبرة توت عنخ آمون

## استخدام معدات دفنها لتوت عنخ آمون

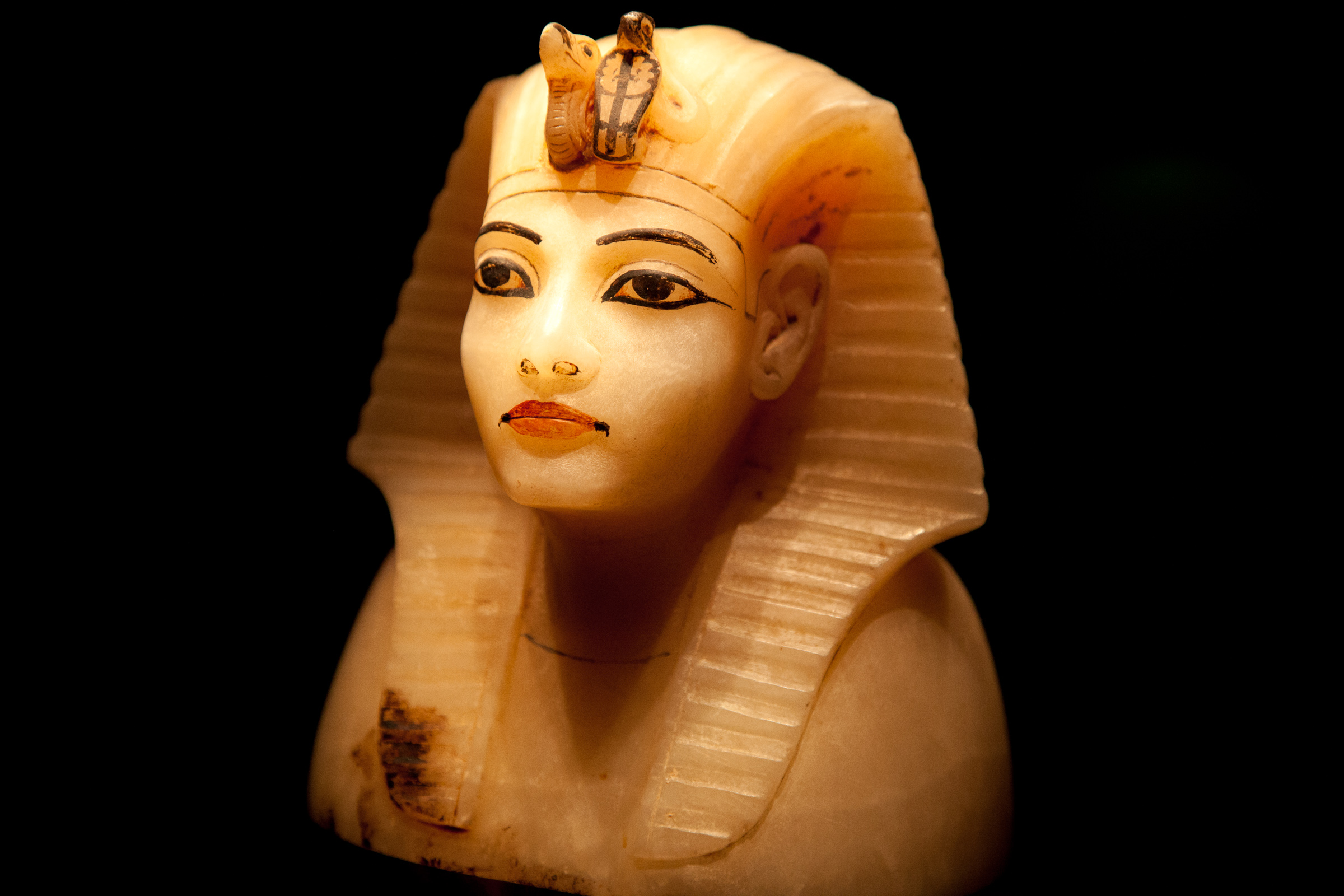
الأواني الكانوبية الخاصة بتوت عنخ امون والتي تظهر حاملة لملامح انثوية

وفقًا لنيكولاس ريفز، فإن ما يقرب من 80% من معدات دفن توت عنخ آمون كانت مستمدة من مقتنيات نفرنفرو آتون الجنائزية الأصلية، بما في ذلك قناعه الذهبي الشهير، والتابوت الأوسط، والتوابيت الكانوبية، والعديد من ألواح الضريح المذهبة، وأشكال الشبتي، والصناديق والصناديق، المجوهرات الملكية، الخ. في عام 2015، نشر ريفز أدلة تظهر أن خرطوشًا سابقًا على قناع توت عنخ آمون الذهبي الشهير كان مكتوبًا عليه (عنخ خبر محبوب أخناتون)؛ لذلك، تم صنع القناع في الأصل لنفرتيتي، زوجة أخناتون، التي استخدمت الاسم الملكي عنخ خبر رع عندما تولت العرش بعد وفاة زوجها.
يشير هذا التطور إلى أنه إما تم عزل نفرنفرو آتون في صراع على السلطة، وربما حرمت من الدفن الملكي - ودُفنت كملكة - أو أنها دُفنت مع مجموعة مختلفة من المعدات الجنائزية للملك - ربما المعدات الجنائزية الخاصة بإخناتون - من قبل مسؤولي توت عنخ آمون. حيث أن توت عنخ آمون قد خلفها كملك.